# Константи Заремба-Скшинський
Константи Заремба-Скшинський (пол. Zaremba-Skrzyński Konstanty) (1891—1978) — польський громадський і політичний діяч, дипломат. Польський консул у Харкові (1 жовтня 1924 р. — 18 червня 1928 р.).

## Життєпис
Народився у 1891 році на Поділлі. Навчався у приватній гімназії в Києві. Закінчив юридичний факультет Київського університету св. Володимира. У 1924 році закінчив Академію міжнародного права в Гаазі.
У 1921—1923 рр. — член, заступник голови, голова змішаної російсько-українсько-польської комісії у справах репатріації у Варшаві.
З жовтня 1923 року — начальник Східного відділу МЗС Польщі.
1 жовтня 1924 — 18 червня 1928 рр. — Генеральний консул Польщі Харкові.
У червні 1928 повернувся до Варшави.
15 січня 1929 року звільнений з урядової служби.
У роки Другої світової війни був учасником руху Опору. У 1945 році арештовувався прифронтовим НКВС.
У 1952—1955 рр. — перебував у в'язниці спецслужб ПНР.
З 1961 року пенсіонер.